# Landschaftsschutzgebiet Bielefelder Osning mit Teutoburger Wald und Osningvorbergen sowie Ravensberger Hügelland

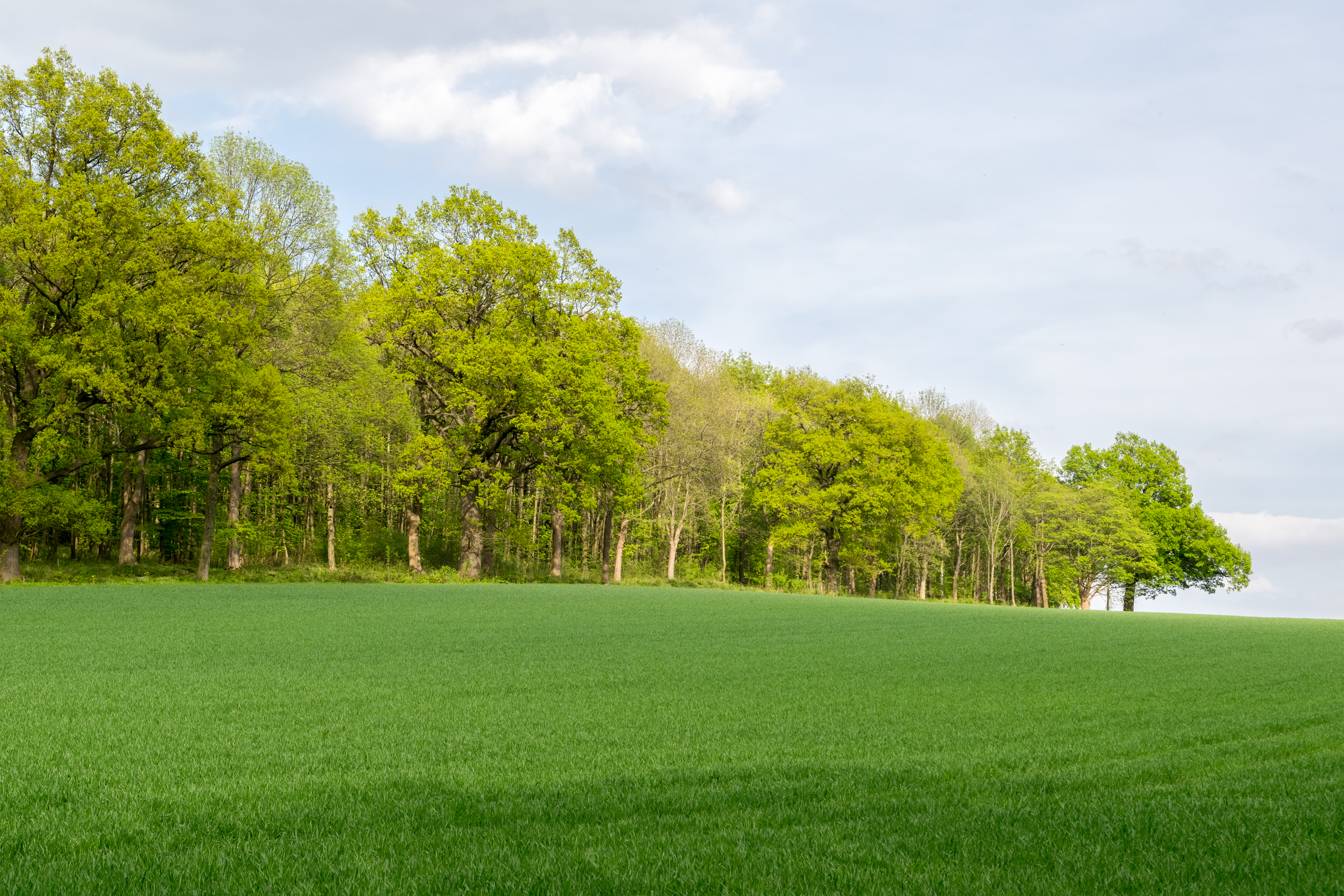
Landschaftsschutzgebietbereich

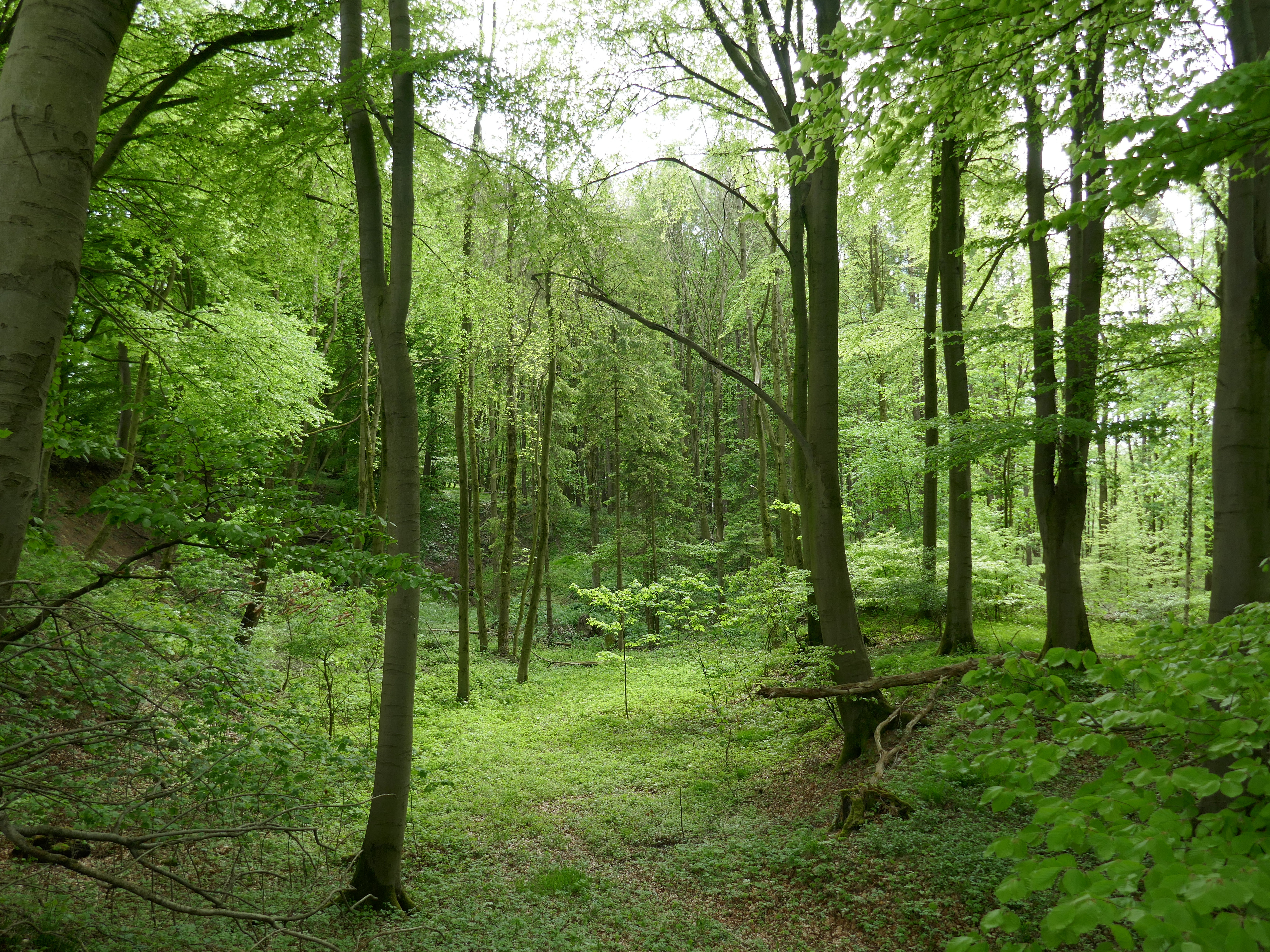
Buchenwaldbereich

Das Landschaftsschutzgebiet Bielefelder Osning mit Teutoburger Wald und Osningvorbergen sowie Ravensberger Hügelland mit etwa 3.313,02 ha Flächengröße liegt im Gemeindegebiet von Leopoldshöhe und im Stadtgebiet von Oerlinghausen. Es wurde 2001 mit dem Landschaftsplan Nr. 2 Leopoldshöhe/Oerlinghausen-Nord durch den Kreistag des Kreises Lippe als Landschaftsschutzgebiet (LSG) ausgewiesen. Das LSG besteht aus unterschiedlich großen Teilflächen.

## Beschreibung
Das LSG umfasst die Bereiche des Gemeindegebietes von Leopoldshöhe außerhalb von bebauten Bereichen und anderen Schutzgebieten. Im Schutzgebiet liegen hauptsächlich Wälder und Grünland. Auch Gewässer liegen im LSG.

## Schutzzwecke für das LSG
Laut Landschaftsplan erfolgte die Ausweisung des LSG
- „zur Erhaltung und Wiederherstellung der Leistungsfähigkeit des Naturhaushaltes mit seinen vielfältigen Funktionen Wasserschutz, Klimaschutz, Bodenschutz, Biotop- und Artenschutz,“
- „zur Erhaltung der Nutzungsfähigkeit der Naturgüter,“
- „zur Erhaltung und Entwicklung des für den Planungsraum typischen Landschaftsbildes mit seinen prägenden Tälern, naturnahen Waldbeständen, geomorphologischen Ausprägungen und gliedernden und belebenden Elementen,“
- „zur Erhaltung und Sicherung der besonderen Bedeutung des Planungsraumes für die Erholung.“
- „zur Erhaltung und Sicherung der vorhandenen Lebensraumvielfalt als Lebensgrundlage für die Vogelarten, die gem. Vogelschutzrichtlinie zur Ausweisung des Vogelschutzgebietes DE-4118-401 "Senne mit Teutoburger Wald" geführt haben.“[1]

## Rechtliche Vorschriften
Im Landschaftsschutzgebiet ist unter anderem das Errichten von Bauten und Fischteichen verboten. Grün- und Brachland darf nicht in eine andere Nutzungsart umgewandelt oder umgebrochen werden.